# Куцура

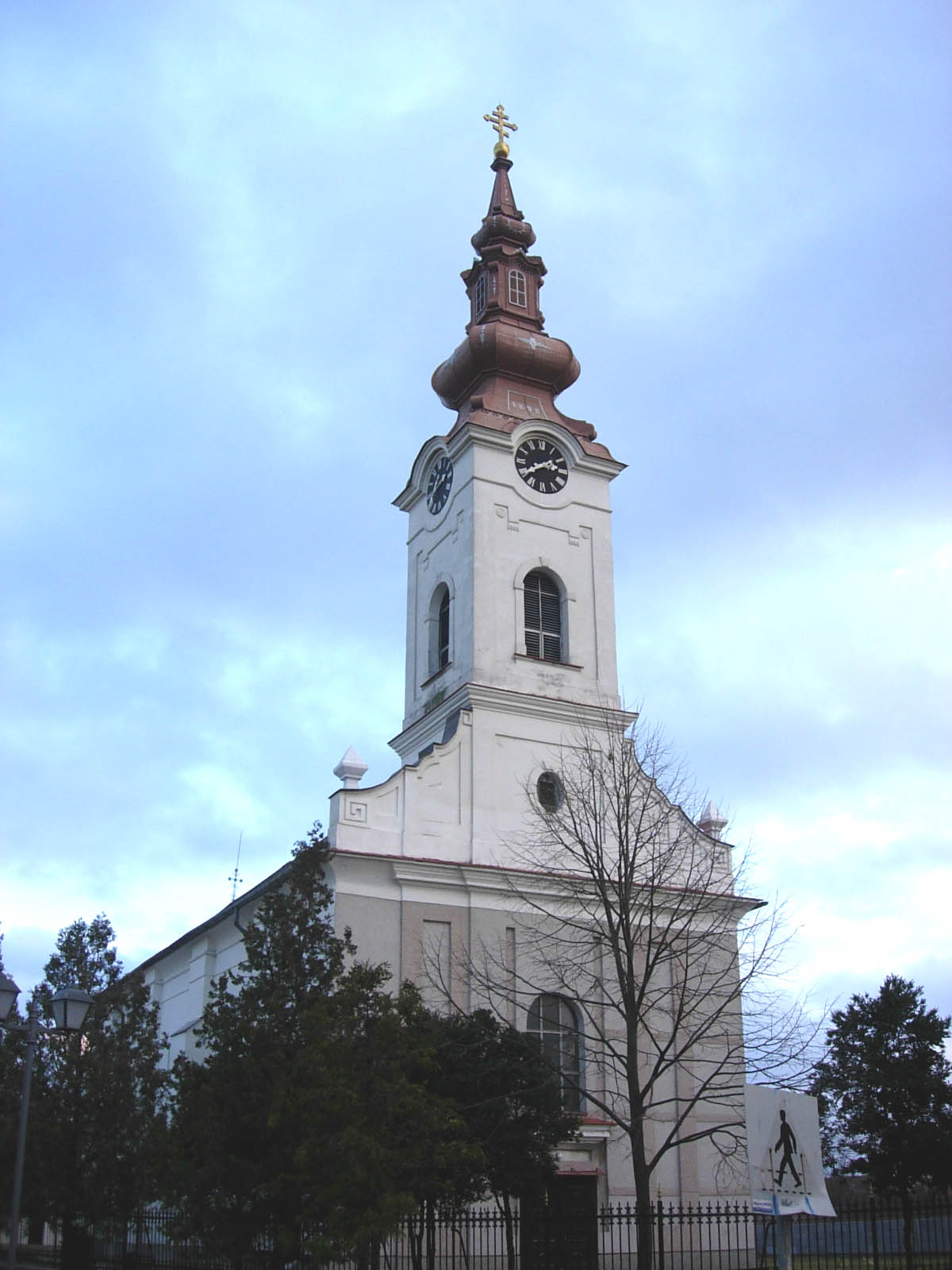
Греко-католицька церква.

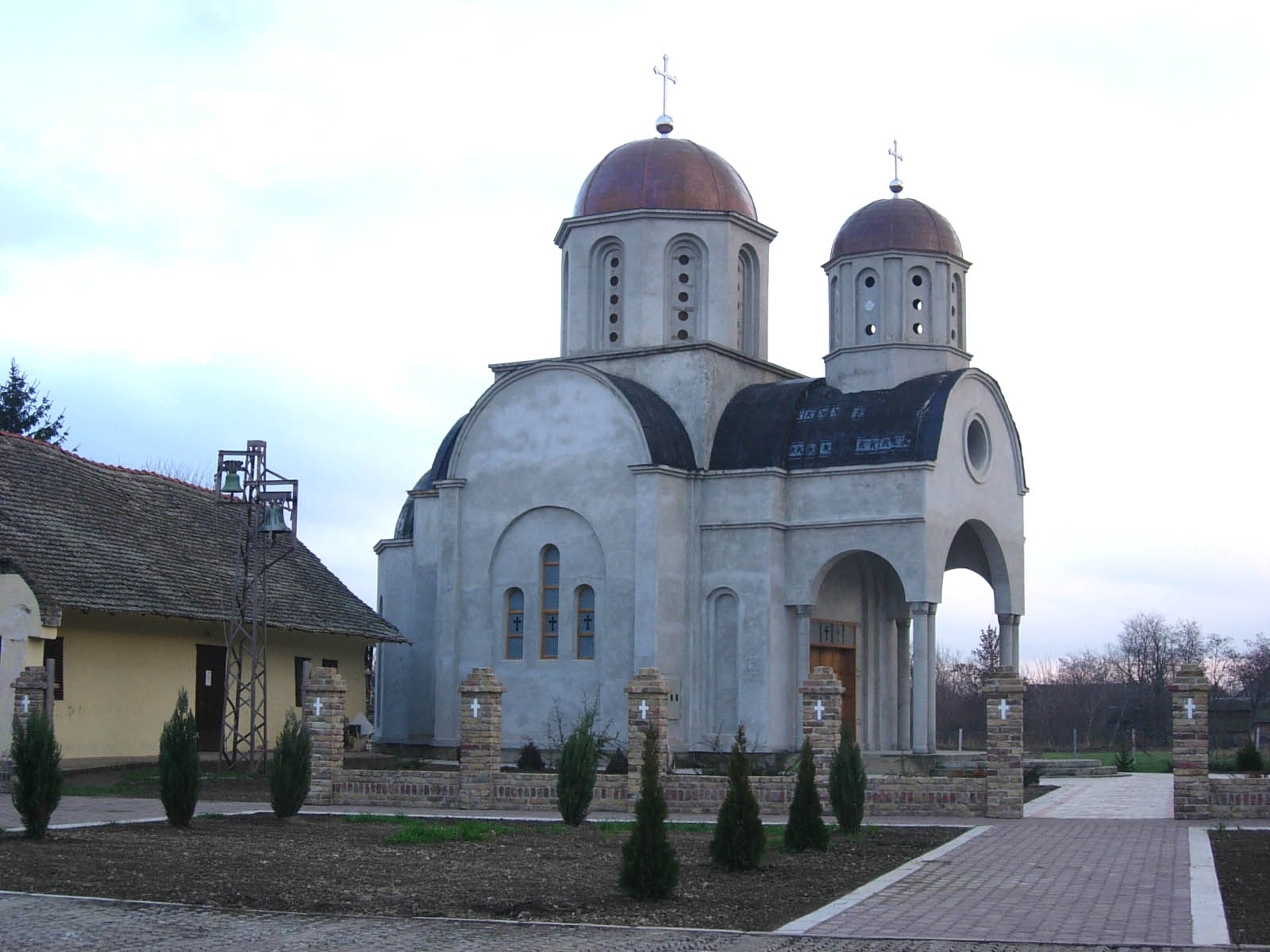
Православна церква.

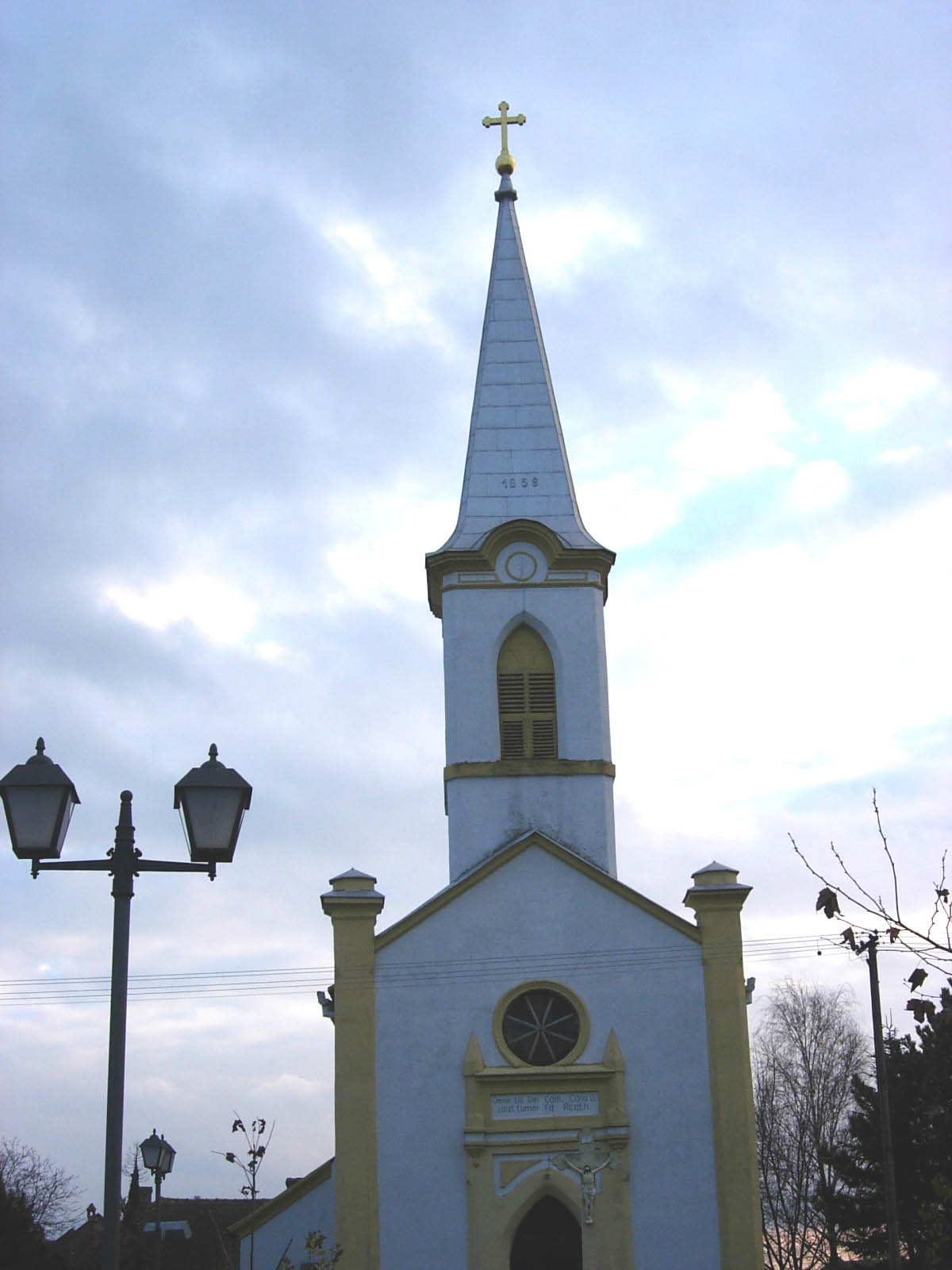
Католицька церква всіх святих

Куцура (серб. Куцура, русин. Коцур) — селище у Сербії в автономному краї Воєводина у районі Вербас в округу Южно-бачки. Станом на 2002 рік селище налічувало 4663 жителів (у 1991 році було 4713 жителів).
Селище цікаве тим, що більшість населення становлять русини — 47 відсотків. Далі йдуть серби, угорці і українці (1 відсоток). У селищі є три церкви — православна, греко-католицька та католицька. У 1971 році Панонські русини становили більшість (60 %) населення.

## Демографія
У селищі Куцура живе 3587 повнолітніх мешканця, а середній вік — 38,3 років (36,6 у чоловіків і 40,0 у жінок). 1623 сімей, тобто середня сім'я складається 2,86 чоловік.
Чисельність населення:
- 1948=4731
- 1953=4783
- 1961=4881
- 1971=4655
- 1981=4687
- 1991=4713
- 2002=4663

## Русинська громада
У старовинних містечках Руський Керестур і Куцура зберігаються історичні згадки про прибуття в 1745 році одинадцяти русинських родин на постійне поселення. Селища до прибуття переселенців пустували. З 1751 року розпочався масовий наплив русинів із Закарпаття до Керестура. Минуть ще десятиліття, і до Сербії, Боснії прибудуть тисячі не лише закарпатців, а й галичан, жителів Пряшівщини, а також вісім тисяч козаків із зруйнованої Катериною II Запорозької Січі. Але в основній масі переселенці були селянами. Відносно мало було ремісників, торговців, а з інтелігенції приїхали лише священики і вчителі. Розмовна мова зазнала значного впливу сербохорватської, а як літературно-писемна використовувалась церковно-слов'янська, яка однак була обмежена своїм конфесійним (релігійним) застосуванням.
Етнічний склад за переписом 2002 року у Сербії (чол. (відсоток)):
- Русини — 2200 (47.17)
- Серби — 1808 (38.77)
- Угорці — 352 (7.54)
- Чорногорці — 90 (1.93)

- Українці — 49 (1.05)

- Хорвати — 44 (0.94)
- Словаки — 16 (0.34)
- Мусульмани — 15 (0.32)
- Цигани — 12 (0.25)
- Македонці — 11 (0.23)
- Німці — 4 (0.08)
- Словенці — 3 (0.06)
- Росіяни — 2 (0.04)
- без певної приналежності — 36 (0.77)

## Відомі особистості
В поселенні народився:
- Інокентій Іван Тимко (1906—1945) — місіонер та провідник.